# Championnat du monde junior de hockey sur glace 1988
Navigation
Tchécoslovaquie 1987 États-Unis 1989
La douzième édition du championnat du monde junior de hockey sur glace  a eu lieu entre le 26 décembre 1987 et le 4 janvier 1988 en Union soviétique pour le groupe A, entre le 12 et le 21 mars pour le groupe B au Japon et enfin du 18 au 27 mars en Italie pour le groupe C.

## Championnat du monde A
Le championnat du monde A a eu lieu à Moscou en Union des républiques socialistes soviétiques.

### Résultats du groupe A
| Équipe             | Can. | URSS. | Fin. | Tch. | Suè. | U.S.A. | All. | Pol. |
| ------------------ | ---- | ----- | ---- | ---- | ---- | ------ | ---- | ---- |
| Canada             |      | 3–2   | 4–4  | 4–2  | 4–2  | 5–4    | 8–1  | 9–1  |
| URSS               | 2–3  |       | 6–2  | 6–4  | 4–2  | 7–3    | 12–2 | 7–2  |
| Finlande           | 4–4  | 2–6   |      | 2–1  | 5–2  | 8–6    | 6–0  | 9–1  |
| Tchécoslovaquie    | 2–4  | 4–6   | 1–2  |      | 5–5  | 11–1   | 7–4  | 6–1  |
| Suède              | 2–4  | 2–4   | 2–5  | 5–5  |      | 7–5    | 5–1  | 13–0 |
| États-Unis         | 4–5  | 3–7   | 6–8  | 1–11 | 5–7  |        | 6–4  | 3–4  |
| Allemagne fédérale | 1–8  | 2–12  | 0–6  | 4–7  | 1–5  | 4–6    |      | 6–3  |
| Pologne            | 1–9  | 2–7   | 1–9  | 1–6  | 0–13 | 4–3    | 3–6  |      |

### Classement du groupe A
|        | Équipe             | PJ | V | N | D | BP | BC |
| ------ | ------------------ | -- | - | - | - | -- | -- |
| Or     | Canada             | 7  | 6 | 1 | 0 | 37 | 16 |
| Argent | URSS               | 7  | 6 | 0 | 1 | 44 | 18 |
| Bronze | Finlande           | 7  | 5 | 1 | 1 | 36 | 20 |
| 4      | Tchécoslovaquie    | 7  | 3 | 1 | 3 | 36 | 23 |
| 5      | Suède              | 7  | 3 | 1 | 3 | 36 | 24 |
| 6      | États-Unis         | 7  | 2 | 0 | 5 | 28 | 46 |
| 7      | Allemagne fédérale | 7  | 1 | 0 | 6 | 18 | 47 |
| 8      | Pologne            | 7  | 1 | 0 | 6 | 12 | 53 |

## Groupe B
Les matchs du groupe B se sont déroulés à Sapporo au Japon.

### Résultats du groupe B
| Équipe      | Nor. | Rou. | Sui. | Jap. | Fra. | You. | P.-Bas | Aut. |
| ----------- | ---- | ---- | ---- | ---- | ---- | ---- | ------ | ---- |
| Norvège     |      | 8–0  | 3–2  | 3–4  | 8–2  | 6–7  | 5–1    | 5–2  |
| Roumanie    | 0–8  |      | 4–2  | 3–2  | 3–6  | 5–4  | 3–1    | 6–4  |
| Suisse      | 2–3  | 2–4  |      | 1–1  | 6–5  | 6–5  | 9–2    | 8–3  |
| Japon       | 4–3  | 2–3  | 1–1  |      | 7–1  | 6–8  | 4–4    | 10–7 |
| France      | 2–8  | 6–3  | 5–6  | 1–7  |      | 7–6  | 7–5    | 3–1  |
| Yougoslavie | 7–6  | 4–5  | 5–6  | 8–6  | 6–7  |      | 2–2    | 5–4  |
| Pays-Bas    | 1–5  | 1–3  | 2–9  | 4–4  | 5–7  | 2–2  |        | 5–5  |
| Autriche    | 2–5  | 4–6  | 3–8  | 7–10 | 1–3  | 4–5  | 5–5    |      |

### Classement du groupe B
|   | Équipe      | PJ | V | N | D | BP | BC |
| - | ----------- | -- | - | - | - | -- | -- |
| 1 | Norvège     | 7  | 6 | 0 | 1 | 38 | 18 |
| 2 | Roumanie    | 7  | 6 | 0 | 1 | 24 | 27 |
| 3 | Suisse      | 7  | 4 | 1 | 2 | 34 | 23 |
| 4 | Japon       | 7  | 3 | 2 | 2 | 34 | 27 |
| 5 | France      | 7  | 4 | 0 | 3 | 31 | 36 |
| 6 | Yougoslavie | 7  | 3 | 1 | 3 | 37 | 36 |
| 7 | Pays-Bas    | 7  | 0 | 3 | 4 | 20 | 35 |
| 8 | Autriche    | 7  | 0 | 1 | 6 | 26 | 42 |

## Groupe C
Les villes de Belluno et Feltre d’Italie ont accueilli les matchs du groupe C.

### Résultats du groupe C
| Équipe          | Dan. | Ita. | Bul. | G.-Br. . | Esp. | Hon. | Cor.N. | Bel. |
| --------------- | ---- | ---- | ---- | -------- | ---- | ---- | ------ | ---- |
| Danemark        |      | 6–2  | 3–2  | 9–2      | 19–0 | 4–2  | 5–3    | 13–0 |
| Italie          | 2–6  |      | 4–1  | 6–4      | 4–2  | 3–2  | 3–2    | 5–0  |
| Bulgarie        | 2–3  | 1–4  |      | 7–3      | 8–1  | 10–0 | 8–4    | 3–1  |
| Grande-Bretagne | 2–9  | 4–6  | 3–7  |          | 4–1  | 3–1  | 2–2    | 3–1  |
| Espagne         | 0–19 | 2–4  | 1–8  | 1–4      |      | 6–2  | 5–5    | 4–3  |
| Hongrie         | 2–4  | 2–3  | 0–10 | 1–3      | 2–6  |      | 4–1    | 3–1  |
| Corée du Nord   | 3–5  | 2–3  | 4–8  | 2–2      | 5–5  | 1–4  |        | 3–2  |
| Belgique        | 0–13 | 0–5  | 1–3  | 1–3      | 3–4  | 1–3  | 2–3    |      |

### Classement du groupe C
|   | Équipe          | PJ | V | N | D | BP | BC |
| - | --------------- | -- | - | - | - | -- | -- |
| 1 | Danemark        | 7  | 7 | 0 | 0 | 59 | 11 |
| 2 | Italie          | 7  | 6 | 0 | 1 | 27 | 17 |
| 3 | Bulgarie        | 7  | 5 | 0 | 2 | 39 | 16 |
| 4 | Grande-Bretagne | 7  | 3 | 1 | 3 | 21 | 27 |
| 5 | Espagne         | 7  | 2 | 1 | 4 | 19 | 45 |
| 6 | Hongrie         | 7  | 2 | 0 | 5 | 14 | 28 |
| 7 | Corée du Nord   | 7  | 1 | 2 | 4 | 20 | 9  |
| 8 | Belgique        | 7  | 0 | 0 | 7 | 8  | 34 |

## Source de traduction
- (de) Cet article est partiellement ou en totalité issu de l’article de Wikipédia en allemand intitulé « Eishockey-Weltmeisterschaft der Junioren 1988 » (voir la liste des auteurs).